# Ваковщина
Ваковщина (рос. Ваковщина) — хутір у Борисовському районі Бєлгородської області Російської Федерації.
Населення становить 19  осіб. Входить до складу муніципального утворення Краснокутське сільське поселення.

## Історія
Населений пункт розташований у східній частині української суцільної етнічної території — східній Слобожанщині.
Згідно із законом від 20 грудня 2004 року № 159 від 1 січня 2006 року до травня 2013 року перебувало в складі Октябрсько-Готнянського сільського поселення. Від 6 травня 2013 року органом місцевого самоврядування було Краснокутське сільське поселення.

## Населення
| 2002 | 2010 |
| ---- | ---- |
| 30   | ↘19  |